# Advance (Missouri)
Advance – miasto w Stanach Zjednoczonych, w stanie Missouri.